# 国鉄EB10形電気機関車

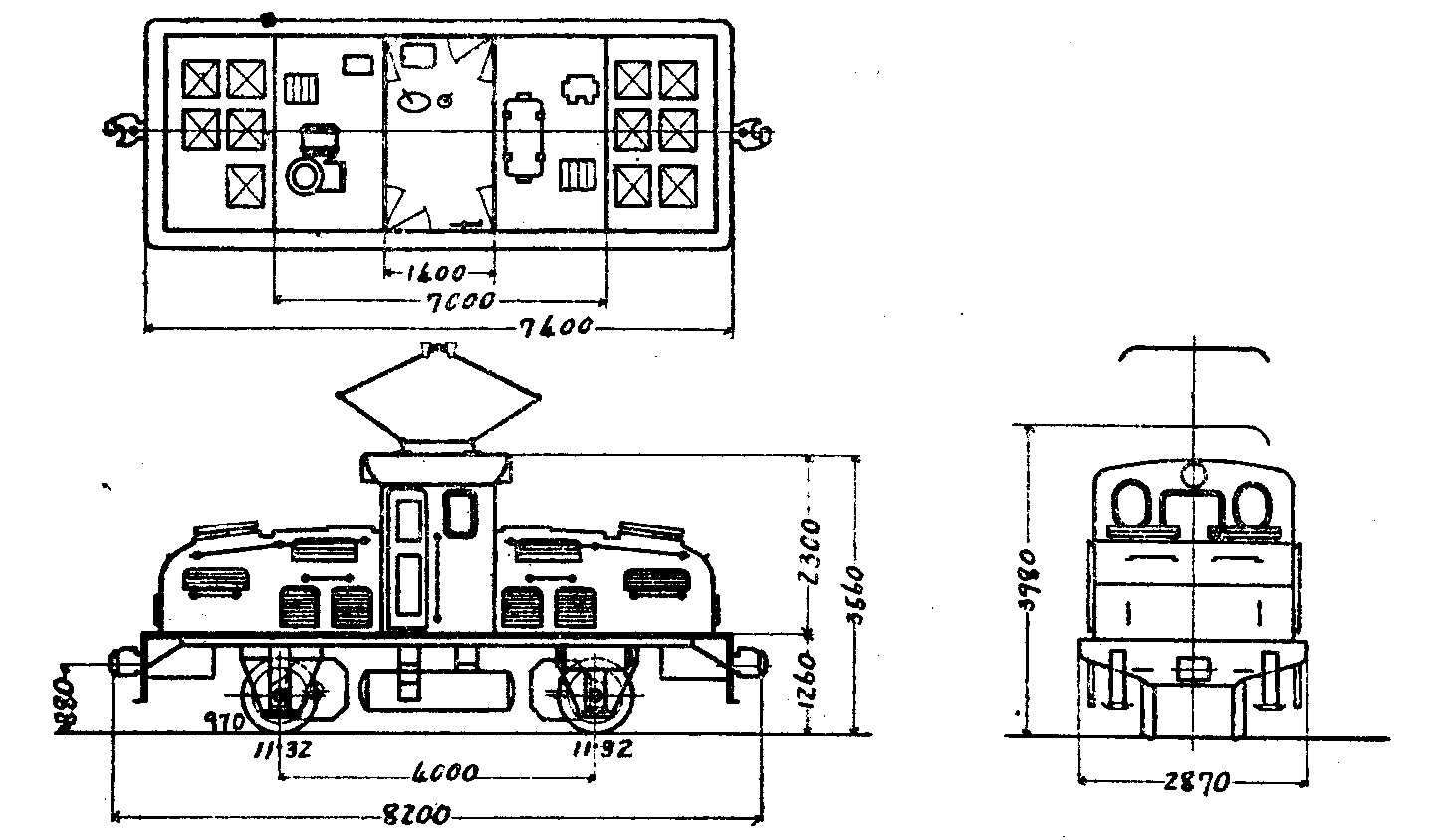
EB10形形式図

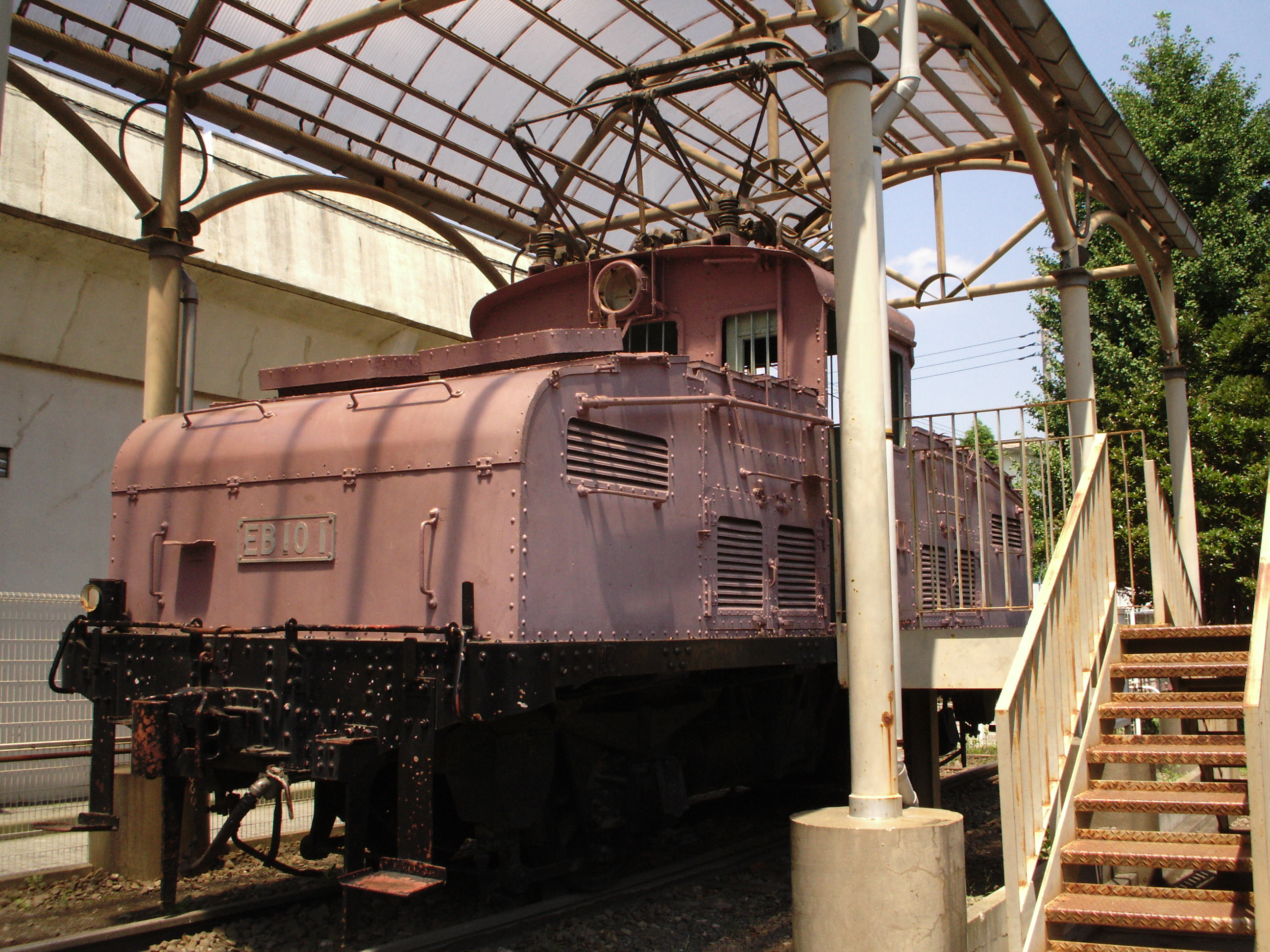
EB10 1（府中市郷土の森公園）

EB10形電気機関車（イービー10がたでんききかんしゃ）は、1931年（昭和6年）に日本国有鉄道（国鉄）の前身である鉄道省が改造により製作した直流電気機関車である。
1927年（昭和2年）に2両製造された国鉄唯一の蓄電池機関車であるAB10形を改造した。本記事ではAB10形についても記述する。

## AB10形蓄電池電気機関車

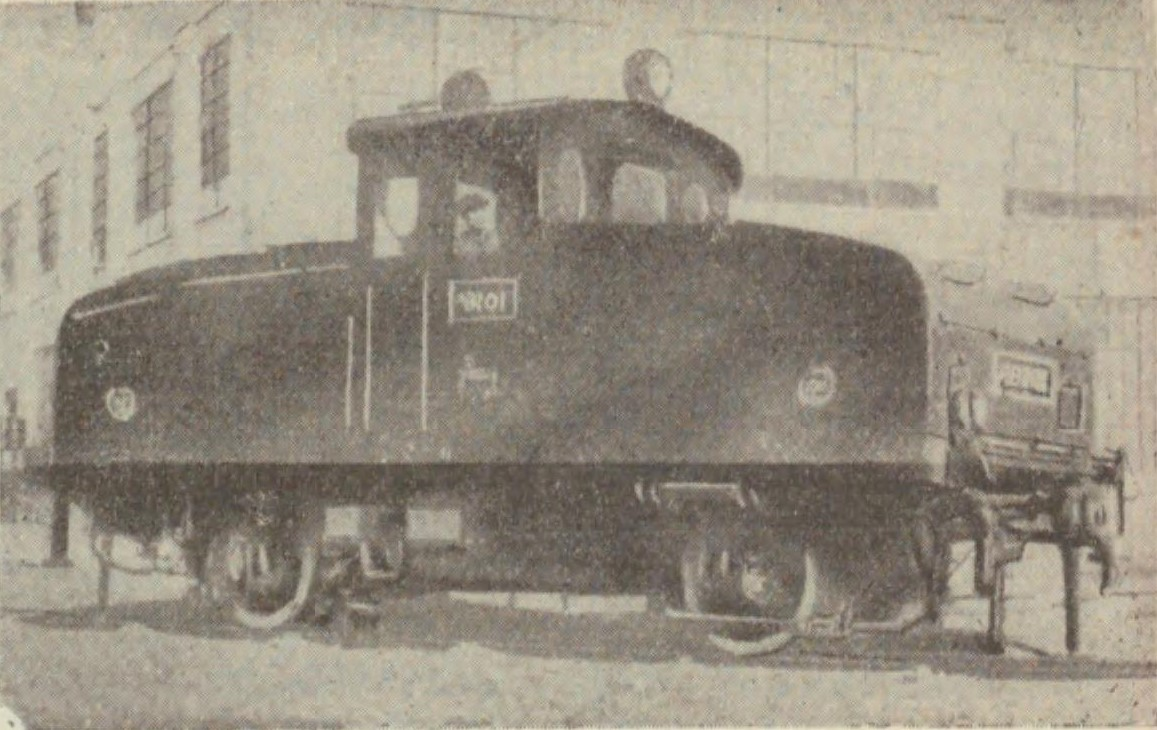
AB10 1

AB10形は1927年（昭和2年）に2両製造された蓄電池機関車である。同年に東北本線の貨物支線（通称、須賀線）として開業した王子 - 須賀間2.5 km、および王子 - 下十条（後の北王子）間1.2 kmで使用するために製造された。須賀線は全線が東京市王子区（現在の東京都北区）にあり、須賀駅で大日本人造肥料（後の日産化学工業）などの側線と接続していたが、途中には陸軍の火薬製造工場があり、その側線も接続していた。
蓄電池機関車を導入した理由としては、架線と集電装置の間に生じるスパークによる引火の危険性を考慮したことや、線路が王子電気軌道（のちの東京都電）と平面交差していたためといわれるが、結局、須賀線は1931年（昭和6年）には電化され、AB10形も電気機関車に改造された。
製造当時は10形（10・11）と称したが、翌1928年（昭和3年）に実施された車両称号規程の改正により形式がAB10形となり、10→AB10 1、11→AB10 2に改番されている。製造は機械部分を汽車製造、電気部分を芝浦製作所が担当している。蓄電池は湯浅製作所製造のものを使用した。また、充電のため田端機関区構内に安川電機製の電動発電機を設置している。

### 構造
中央に運転室、前後のボンネットに機械室を置いた構成で、形状は国鉄の電気機関車としては珍しい凸形である。
前後の機械室部分には蓄電池をそれぞれ72個、計144個置き、一方に空気圧縮機、他方に主制御器を置いた。足回りは板ばね懸架のニ軸で、貨車の下回りを強化した様なものである。台車の前後左右に計4個、砂箱が配置されている。
制御器のノッチは1 - 5ノッチが電動機直列・電池並列、6 - 8ノッチが電動機並列・電池並列、9 - 12ノッチが電動機並列・電池直列の順で、電力を有効に用いるため段数を多くとっている。

## EB10形への改造
AB10形は1931年、須賀線の電化にともない、芝浦製作所で架線から集電する電気機関車に改造され、形式がEB10形に改められた。
蓄電池の代わりに抵抗器などの機器を搭載して機械室部上面に通風口を新設し、運転室屋根上にはパンタグラフを設置した。これにより前照灯は庇の下に移設している。制御方式は主電動機2個永久直列接続、抵抗制御のみとなった。

## 運用

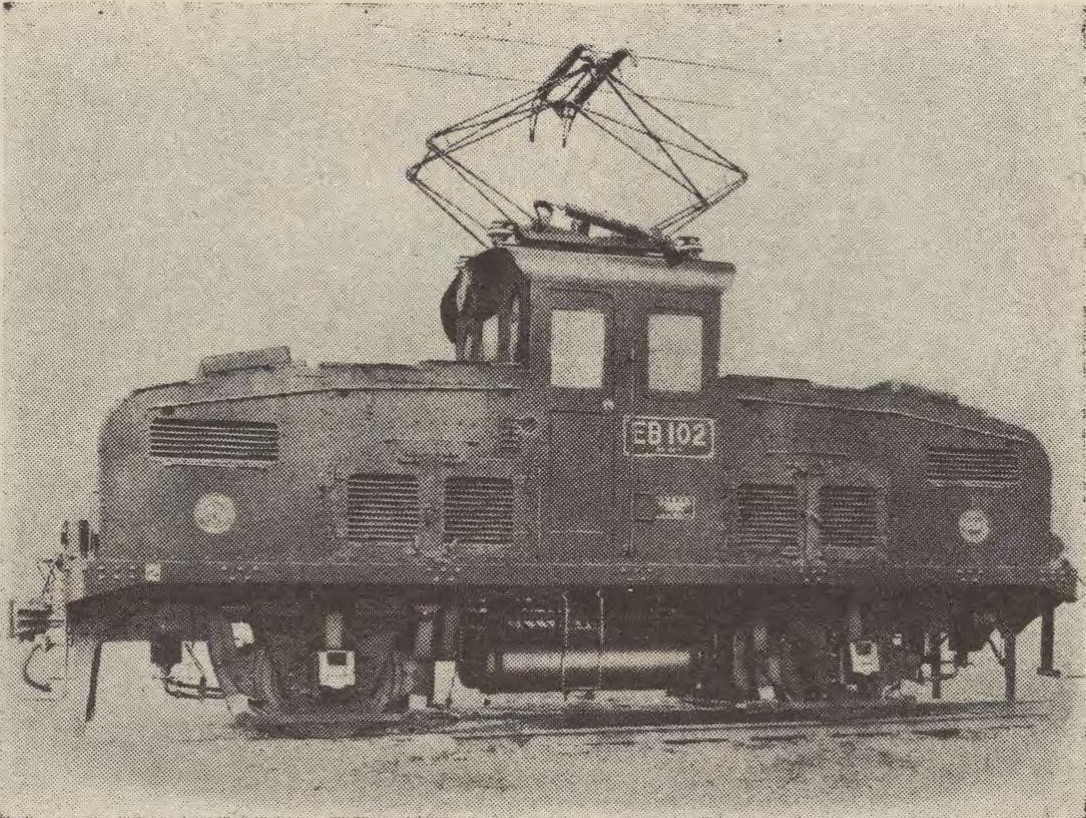
EB 10 2

新製時から廃車まで東京機関区、田端機関区に配置され、在籍時は終始、須賀線を往復していた。1両を運用し、もう1両は王子駅に隣接した機関庫で待機していた。
終戦直後の1946年1月、極端な車両不足に見舞われた東京急行電鉄井ノ頭線（現在の京王井の頭線）に代田連絡線経由で貸し出された。プッシュプル（列車の前後に機関車を配置する方式）で付随車を引く計画であったが、試運転は行われたものの車両限界に抵触したため井ノ頭線での使用は断念され、さらに厚木線（現相鉄本線）で試運転が行われたがやはり使用には至らず6月に国鉄へ返還された。
1971年（昭和46年）に須賀線が廃止になると用途がなくなり、1972年（昭和47年）に廃車された。

## 保存車両
1号機が東京都府中市郷土の森公園内の交通遊園に保存されている。

## 主要諸元
EB10形、括弧内はAB10形
- 全長×全幅×全高：8200×2870×3980 (3975) mm
- 軸配置：Ao-Ao
- 運転整備重量：22.64 t (30.51 t)
- 最大軸重：11.32 t (15.31/15.20 t)
- 電気方式：直流1500 V（直流300 V蓄電池・容量300 Ah）
- 1時間定格出力：135 kW (125 kW)
- 1時間定格引張力：2700 kg (2400 kg)
- 1時間定格速度：19 km/h (20 km/h)
- 主電動機：MT22A×2
- 動力伝達装置：1段歯車減速、ツリカケ式
- 歯車比：17:72=1:4.23
- 最高運転速度：40 km/h
- 制御方式：非重連、抵抗制御（単式）
- 制御装置：電磁空気単位スイッチ式
- 制御回路電圧：100 V
- ブレーキ装置：入換用空気ブレーキ、手ブレーキ（電気ブレーキ）
- 連続運転距離： (8.3 km)